# Grand Magus
Grand Magus (с англ. — «Великий Маг») — хеви-метал-группа из Стокгольма, состоящая из трёх человек. Если по звучанию их характеризуют мелодичной смесью хард-рока, хеви-метала, блюза и дума, то по тематике группа ближе к викинг-металу.

## История
Группа была основана в 1996 году под названием Smack бывшим вокалистом Cardinal Fang Янном «JB» Кристоферссоном, басистом Матсом «Fox» Скиннером и барабанщиком Игги. Игги ушел в начале 1998 года, его заменил Фредрик «Trisse» Лифвендал после того, как он откликнулся на объявление о вакантной должности барабанщика. Смена музыкального направления также сопровождалась сменой названия на Grand Magus. Была сделана демозапись, получившая положительный отклик. Это привело к появлению на сборнике Greatest Hits Vol. 1 (2000, Waterdragon Records) и сплит-пластинке с соотечественниками Spiritual Beggars (к которым позже присоединился JB в качестве вокалиста в 2002–2010 годах) на Southern Lord Records.
Их дебютный альбом Grand Magus был выпущен 5 ноября 2001 года на лейбле Rise Above Records (который выпустит первые четыре альбома группы). Этот альбом продолжает способствовать укреплению культового статуса группы среди поклонников дума и хэви-метала. За этим последовали еще два альбома: Monument (25 ноября 2003 г.) и Wolf's Return (14 июня 2005 г.). Они продемонстрировали переход к более традиционному звучанию хэви-метала, но при этом сохранили звучание своих грувовых и стоунерских корней. В начале 2006 года группа отправилась в европейский тур в поддержку Cathedral, вместе с Electric Wizard, подчеркнув способность группы выступать вживую.
В 2006 году Trisse покинул группу, и на барабанщика был принят Себастьян «Seb» Сиппола. Группа выпустила свой четвертый альбом Iron Will 9 июня 2008 года, который получил признание рок-критиков в музыкальной прессе, заняв первое место в саундчеке немецкого Metal Hammer. Это будет последний альбом, выпущенный на Rise Above Records.
В декабре 2009 года было объявлено, что Roadrunner Records выпустит пятый альбом Grand Magus, Hammer of the North, следующим летом. Выпущенный 21 июня 2010 года, альбом Hammer of the North стал прорывом для группы, завоевав победу в саундчеках немецких журналов Hard Rock и Metal Hammer. Альбом достиг 42-й строчки в немецком альбомном чарте, что привело к участию в совместном туре с Motörhead и Doro. Одноименный трек регулярно позиционировался как завершение их концертных выступлений из-за его способности вызывать участие публики. В альбом также вошли еще две основные концертные песни: «Ravens Guide Our Way» и вступительная песня «I, the Jury».
В апреле 2012 года Seb полюбовно ушел из группы, чтобы он мог больше сосредоточиться на семейной жизни. Это, в свою очередь, привело к тому, что давний друг Людвиг «Ludde» Витт из Spiritual Beggars был принят на работу барабанщиком. Их шестой альбом The Hunt был выпущен на лейбле Nuclear Blast 25 мая 2012 года.
Седьмой альбом Triumph and Power вышел 31 января 2014 года и сохранил динамику своего предшественника. Обложку создал художник Энтони Робертс.
Восьмой альбом Sword Songs был выпущен 13 мая 2016 года. Песни были записаны в середине зимних месяцев 2015–16 годов, продюсером выступил Нико Элгстранд. В преддверии релиза JB прокомментировал: «Мы вложили весь наш пот, кровь и слезы в этот новый альбом, и я думаю, вы это слышите. Для меня Sword Songs — лучший альбом Grand Magus за всю историю! Новые песни быстрее и агрессивнее, чем на Triumph and Power, а также мы включили несколько более экстремальных и тяжелых вещей. Я убежден, что на диске есть будущая классика!» Кавер-версия песни «Stormbringer» группы Deep Purple была включена в качестве бонус-трека в ограниченную версию компакт-диска и стала первой кавер-версией, выпущенной в истории группы.
Их девятый альбом Wolf God вышел 19 апреля 2019 года. Группа запланировала европейский тур на март/апрель 2022 года, но из-за COVID они отменили тур и вместо этого потратят год на запись нового альбома, который должен быть выпущен в 2023 году и поддержан другим туром в том же году.

## Участники
Текущий состав

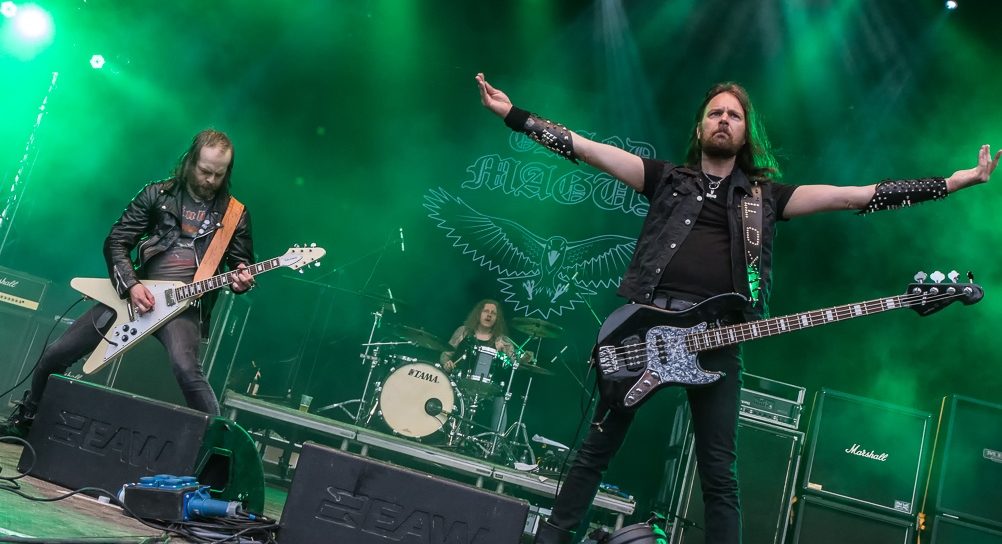
Grand Magus выступает вживую на Beastival (2013).

- Янне «JB» Кристоферссон — гитары, вокал (1996–настоящее время)
- Матс «Fox» Скиннер — бас, бэк-вокал (1996 – настоящее время)
- Людвиг «Ludde» Витт — ударные (2012 – настоящее время)

Бывшие участники
- Фредрик «Trisse» Лифендал — ударные (1998–2006)
- Себастьян «Seb» Сиппола — ударные (2006–2012)

Временная шкала

## Дискография
- Grand Magus (2001, Rise Above Records)
- Monument (2003, Rise Above Records)
- Wolf's Return (2005, Rise Above Records)
- Iron Will (2008, Rise Above Records)
- Hammer of the North (2010, Roadrunner Records)
- The Hunt (2012, Nuclear Blast)
- Triumph and Power (2014, Nuclear Blast)
- Sword Songs (2016, Nuclear Blast)
- Wolf God (2019, Nuclear Blast)